# Sagamichthys abei
Sagamichthys abei är en fiskart som beskrevs av Parr, 1953. Sagamichthys abei ingår i släktet Sagamichthys och familjen Platytroctidae. IUCN kategoriserar arten globalt som livskraftig. Inga underarter finns listade i Catalogue of Life.